# Großer Preis von Brasilien 2017
Der Große Preis von Brasilien 2017 (offiziell Formula 1 Grande Prêmio Heineken do Brasil 2017) fand am 12. November auf dem Autódromo José Carlos Pace in São Paulo statt und war das 19. Rennen der Formel-1-Weltmeisterschaft 2017.

## Bericht

### Hintergründe
Nach dem Großen Preis von Mexiko stand Lewis Hamilton bereits als Weltmeister fest. In der Fahrerwertung führte er uneinholbar mit 56 Punkten vor Sebastian Vettel und mit 71 Punkten vor Valtteri Bottas. In der Konstrukteurswertung führte Mercedes mit 140 Punkten ebenfalls uneinholbar vor Ferrari und mit 255 Punkten vor Red Bull Racing.
Beim Großen Preis von Brasilien stellte Pirelli den Fahrern die Reifenmischungen P Zero Medium (weiß), P Zero Soft (gelb), P Zero Supersoft (rot) sowie für Nässe Cinturato Intermediates (grün) und Cinturato Full-Wets (blau) zur Verfügung.
Im Vergleich zum Vorjahr wurden mehrere Änderungen an der Strecke vorgenommen. Im Senna-S, der Ferradura, Kurve acht und der Bico do Pato wurden wegen der höheren Geschwindigkeiten der Fahrzeuge zusätzliche Reifenstapel errichtet. Im Senna-S, in der Descida do Lago, in Kurve acht und der Bico do Pato wurden zusätzliche, höhere Curbs installiert, um die Fahrer dort am Verlassen der Strecke zu hindern. Außerdem wurden an mehreren Stellen Rillen in den Asphalt gefräst, damit sich ansammelndes Regenwasser besser ablaufen konnte.
Die beiden DRS-Zonen blieben im Vergleich zum Vorjahr unverändert. Die erste Zone begann 20 Meter nach dem Senna-S, der Messpunkt lag im Scheitelpunkt von Kurve zwei, der Rechtskurve des Senna-S. Der Messpunkt für die zweite DRS-Zone, die sich auf der Start-Ziel-Geraden befand, lag 30 Meter nach der Junção, aktiviert werden durfte das DRS dann 60 Meter nach Kurve 15, dem letzten Knick vor der Start-Ziel-Linie.
Kevin Magnussen (sechs), Stoffel Vandoorne (fünf), Romain Grosjean, Nico Hülkenberg (jeweils vier), Kimi Räikkönen, Max Verstappen, Vettel (jeweils drei), Marcus Ericsson, Hamilton, Felipe Massa, Carlos Sainz jr., Pascal Wehrlein (jeweils zwei) und Lance Stroll (einer) gingen mit Strafpunkten ins Rennwochenende.
Mit Massa, Vettel (jeweils zweimal), Räikkönen und Hamilton (jeweils einmal) traten vier ehemalige Sieger zu diesem Rennen an.
Rennkommissare waren Silvia Bellot (ESP), Felipe Giaffone (BRA), Paul Gutjahr (CHE) und Derek Warwick (GBR).

### Training
Im ersten freien Training war Hamilton mit einer Rundenzeit von 1:09,202 Minuten Schnellster vor Bottas und Räikkönen. Brendon Hartley fuhr wegen eines Motorschadens keine gezeitete Runde, sein Teamkollege Pierre Gasly fuhr ebenfalls wegen eines Motorschadens nur fünf Runden.
Im zweiten freien Training fuhr Hamilton erneut die Bestzeit, dieses Mal in 1:09,515 Minuten vor Bottas und Daniel Ricciardo.
Im dritten freien Training fuhr Bottas in 1:09,281 Minuten die Bestzeit vor Hamilton und Räikkönen. Während des Trainings wurde eine virtuelle Safety-Car-Phase ausgerufen, nachdem Stroll sein Fahrzeug mit einem Getriebedefekt am Streckenrand abstellte.

### Qualifying
Das Qualifying bestand aus drei Teilen mit einer Nettolaufzeit von 45 Minuten. Im ersten Qualifying-Segment (Q1) hatten die Fahrer 18 Minuten Zeit, um sich für das Rennen zu qualifizieren. Alle Fahrer, die im ersten Abschnitt eine Zeit erzielten, die maximal 107 Prozent der schnellsten Rundenzeit betrug, qualifizierten sich für den Grand Prix. Die besten 15 Fahrer erreichten den nächsten Teil. Das Segment wurde nach rund zwei Minuten wegen eines Unfalls von Hamilton unterbrochen. Räikkönen war Schnellster. Räikkönen und Vettel benutzten die Soft-Mischung, alle übrigen Fahrer fuhren Supersoft. Hamilton konnte nach seinem Unfall nicht mehr am Qualifying teilnehmen und qualifizierte sich somit nicht für den Grand Prix. Neben ihm schieden die Sauber-Fahrer, Stroll und Gasly aus.
Der zweite Abschnitt (Q2) dauerte 15 Minuten. Die schnellsten zehn Piloten qualifizierten sich für den dritten Teil des Qualifyings. Vettel war Schnellster. Hartley fuhr wegen der gegen ihn ausgesprochenen Startplatzstrafe keine gezeitete Runde und blieb somit ohne Zeit. Neben ihm schieden beide Haas-Fahrer, Vandoorne und Ocon aus.
Der letzte Abschnitt (Q3) ging über eine Zeit von zwölf Minuten, in denen die ersten zehn Startpositionen vergeben wurden. Bottas fuhr mit einer Rundenzeit von 1:08,322 Minuten die Bestzeit vor Vettel und Räikkönen. Es war die dritte Pole-Position für Bottas in der Formel-1-Weltmeisterschaft.
Gasly, Hartley und Ricciardo wurden wegen der Verwendung der jeweils achten MGU-H in dieser Saison um zehn Startplätze nach hinten versetzt. Nach dem ersten freien Training wurden bei Gasly weitere Komponenten der Antriebseinheit gewechselt. Er wurde wegen der Verwendung der neunten MGU-H und des siebten Turboladers in dieser Saison um weitere 15 Plätze nach hinten versetzt, die Strafe erhöhte sich demzufolge auf 25 Startplätze. Stroll wurde wegen eines vorzeitigen Getriebewechsels um fünf Startplätze nach hinten versetzt. Auch Ericsson wurde wegen eines vorzeitigen Getriebewechsels um fünf Startplätze nach hinten versetzt. Da bei Hamilton nach dem Qualifying MGU-H, Turbolader, Verbrennungsmotor und Getriebe gewechselt wurden, musste Hamilton aus der Boxengasse starten.

### Rennen
Vettel gelang in der zweiten Phase der Kupplungskontrolle ein guter Start, um Bottas in der ersten Kurve zu überholen. Aufgrund von Kollisionen in der ersten Runde kam es zu zahlreichen Ausfällen. Grosjean kollidierte mit Ocon und schubste diesen von der Strecke. Ocons daraus resultierender Ausfall beendete seine Rekordserie von 27 beendeten Rennen seit seinem Formel-1-Debüt. Auch Vandoorne und Magnussen schieden aufgrund einer Kollision in der ersten Runde aus.
Hamilton setzte ausgehend von der Boxengasse eine umgekehrte Reifenstrategie ein und fuhr bis zur 44. Runde mit einem Satz weicher Reifen. Nachdem er die Schlusslichter und das Mittelfeld überholt hatte, übernahm er den ersten Platz, als die führenden Autos – überwiegend mit Ein-Stopp-Strategien – an die Box fuhren. Hamiltons einziger Boxenstopp brachte ihn auf den fünften Platz, danach überholte er Verstappen und konnte Räikkönen kurzzeitig um den Podiumsplatz herausfordern, konnte den Finnen aber nicht überholen. Auch Ricciardo kämpfte sich bis auf den sechsten Platz vor, nachdem er als 15. in der Startaufstellung war und aufgrund der Vandoorne-Magnussen-Kollision auf den 17. Platz zurückfiel.
Während des größten Teils des Rennens gab Vettel das Tempo vor und gewann den Grand Prix vor Bottas und Räikkönen. Es war Vettels 47. Sieg in der Formel-1-Weltmeisterschaft, davon der fünfte in dieser Saison. Bottas erzielte die zwölfte und Räikkönen die siebte Podestplatzierung der Saison. Die restlichen Punkteplatzierungen belegten Hamilton, Verstappen, Ricciardo, Massa, Alonso, Pérez und Hülkenberg.
In der Fahrer- und Konstrukteurswertung blieben die ersten drei Positionen unverändert.

## Meldeliste
| Team                          | Nr. | Fahrer             | Chassis                   | Motor                         | Reifen |
| ----------------------------- | --- | ------------------ | ------------------------- | ----------------------------- | ------ |
| Mercedes AMG Petronas F1 Team | 44  | Lewis Hamilton     | Mercedes F1 W08 EQ Power+ | Mercedes-AMG F1 M08 EQ Power+ | P      |
| Mercedes AMG Petronas F1 Team | 77  | Valtteri Bottas    | Mercedes F1 W08 EQ Power+ | Mercedes-AMG F1 M08 EQ Power+ | P      |
| Red Bull Racing               | 03  | Daniel Ricciardo   | Red Bull RB13             | TAG Heuer                     | P      |
| Red Bull Racing               | 33  | Max Verstappen     | Red Bull RB13             | TAG Heuer                     | P      |
| Scuderia Ferrari              | 05  | Sebastian Vettel   | Ferrari SF70H             | Ferrari 062                   | P      |
| Scuderia Ferrari              | 07  | Kimi Räikkönen     | Ferrari SF70H             | Ferrari 062                   | P      |
| Sahara Force India F1 Team    | 11  | Sergio Pérez       | Force India VJM10         | Mercedes-AMG F1 M08 EQ Power+ | P      |
| Sahara Force India F1 Team    | 31  | Esteban Ocon       | Force India VJM10         | Mercedes-AMG F1 M08 EQ Power+ | P      |
| Sahara Force India F1 Team    | 34  | George Russell     | Force India VJM10         | Mercedes-AMG F1 M08 EQ Power+ | P      |
| Williams Martini Racing       | 19  | Felipe Massa       | Williams FW40             | Mercedes-AMG F1 M08 EQ Power+ | P      |
| Williams Martini Racing       | 18  | Lance Stroll       | Williams FW40             | Mercedes-AMG F1 M08 EQ Power+ | P      |
| McLaren Honda                 | 14  | Fernando Alonso    | McLaren MCL32             | Honda RA617H                  | P      |
| McLaren Honda                 | 02  | Stoffel Vandoorne  | McLaren MCL32             | Honda RA617H                  | P      |
| Scuderia Toro Rosso           | 10  | Pierre Gasly       | Toro Rosso STR12          | Renault R.E.17                | P      |
| Scuderia Toro Rosso           | 28  | Brendon Hartley    | Toro Rosso STR12          | Renault R.E.17                | P      |
| Haas F1 Team                  | 08  | Romain Grosjean    | Haas VF-17                | Ferrari 062                   | P      |
| Haas F1 Team                  | 20  | Kevin Magnussen    | Haas VF-17                | Ferrari 062                   | P      |
| Haas F1 Team                  | 50  | Antonio Giovinazzi | Haas VF-17                | Ferrari 062                   | P      |
| Renault Sport F1 Team         | 27  | Nico Hülkenberg    | Renault R.S.17            | Renault R.E.17                | P      |
| Renault Sport F1 Team         | 55  | Carlos Sainz jr.   | Renault R.S.17            | Renault R.E.17                | P      |
| Sauber F1 Team                | 09  | Marcus Ericsson    | Sauber C36                | Ferrari 061                   | P      |
| Sauber F1 Team                | 94  | Pascal Wehrlein    | Sauber C36                | Ferrari 061                   | P      |
| Sauber F1 Team                | 37  | Charles Leclerc    | Sauber C36                | Ferrari 061                   | P      |

Anmerkungen
1. 1 2  Der Force India mit der Startnummer 35 wurde im ersten freien Training für Russell eingesetzt. Pérez übernahm das Fahrzeug für das restliche Rennwochenende mit seiner Startnummer 11.
2. 1 2  Der Haas mit der Startnummer 50 wurde im zweiten freien Training für Giovinazzi eingesetzt. Magnussen fuhr das erste freie Training sowie das restliche Rennwochenende mit diesem Fahrzeug mit seiner Startnummer 20.
3. 1 2  Der Sauber mit der Startnummer 37 wurde im ersten freien Training für Leclerc eingesetzt. Wehrlein übernahm das Fahrzeug für das restliche Rennwochenende mit seiner Startnummer 94.

## Klassifikationen

### Qualifying
| Pos.                                                                      | Fahrer            | Konstrukteur         | Q1         | Q2         | Q3       | Start |
| ------------------------------------------------------------------------- | ----------------- | -------------------- | ---------- | ---------- | -------- | ----- |
| 01                                                                        | Valtteri Bottas   | Mercedes             | 1:09,452   | 1:08,638   | 1:08,322 | 01    |
| 02                                                                        | Sebastian Vettel  | Ferrari              | 1:09,643   | 1:08,494   | 1:08,360 | 02    |
| 03                                                                        | Kimi Räikkönen    | Ferrari              | 1:09,405   | 1:09,116   | 1:08,538 | 03    |
| 04                                                                        | Max Verstappen    | Red Bull-TAG Heuer   | 1:09,820   | 1:09,050   | 1:08,925 | 04    |
| 05                                                                        | Daniel Ricciardo  | Red Bull-TAG Heuer   | 1:09,828   | 1:09,533   | 1:09,330 | 14    |
| 06                                                                        | Sergio Pérez      | Force India-Mercedes | 1:10,145   | 1:09,760   | 1:09,598 | 05    |
| 07                                                                        | Fernando Alonso   | McLaren-Honda        | 1:10,172   | 1:09,593   | 1:09,617 | 06    |
| 08                                                                        | Nico Hülkenberg   | Renault              | 1:10,078   | 1:09,726   | 1:09,703 | 07    |
| 09                                                                        | Carlos Sainz jr.  | Renault              | 1:10,227   | 1:09,768   | 1:09,805 | 08    |
| 10                                                                        | Felipe Massa      | Williams-Mercedes    | 1:09,789   | 1:09,612   | 1:09,841 | 09    |
| 11                                                                        | Esteban Ocon      | Force India-Mercedes | 1:10,168   | 1:09,830   | –        | 10    |
| 12                                                                        | Romain Grosjean   | Haas-Ferrari         | 1:10,148   | 1:09,879   | –        | 11    |
| 13                                                                        | Stoffel Vandoorne | McLaren-Honda        | 1:10,286   | 1:10,116   | –        | 12    |
| 14                                                                        | Kevin Magnussen   | Haas-Ferrari         | 1:10,521   | 1:10,154   | –        | 13    |
| 15                                                                        | Brendon Hartley   | Toro Rosso-Renault   | 1:10,625   | keine Zeit | –        | 18    |
| 16                                                                        | Pascal Wehrlein   | Sauber-Ferrari       | 1:10,678   | –          | –        | 15    |
| 17                                                                        | Pierre Gasly      | Toro Rosso-Renault   | 1:10,686   | –          | –        | 19    |
| 18                                                                        | Lance Stroll      | Williams-Mercedes    | 1:10,776   | –          | –        | 16    |
| 19                                                                        | Marcus Ericsson   | Sauber-Ferrari       | 1:10,875   | –          | –        | 17    |
| 107-Prozent-Zeit: 1:14,263 min (bezogen auf Q1-Bestzeit von 1:09,405 min) |                   |                      |            |            |          |       |
| DNQ                                                                       | Lewis Hamilton    | Mercedes             | keine Zeit | –          | –        | Box   |

Anmerkungen
1. ↑  Ricciardo wurde wegen der Verwendung der achten MGU-H in dieser Saison um zehn Startplätze nach hinten versetzt.
2. ↑  Hartley wurde wegen der Verwendung der achten MGU-H in dieser Saison um zehn Startplätze nach hinten versetzt.
3. ↑  Gasly wurde wegen der Verwendung der achten und neunten MGU-H sowie des siebten Turboladers in dieser Saison um 25 Startplätze nach hinten versetzt.
4. ↑  Stroll wurde wegen eines vorzeitigen Getriebewechsels um fünf Startplätze nach hinten versetzt.
5. ↑  Ericsson wurde wegen eines vorzeitigen Getriebewechsels um fünf Startplätze nach hinten versetzt.
6. ↑  Obwohl er sich nicht qualifiziert hatte, wurde Hamilton erlaubt zu starten, da er im freien Training ausreichend schnell gewesen war.
7. ↑  Hamilton musste aus der Boxengasse starten, da bei seinem Fahrzeug nach dem Qualifying MGU-H, Turbolader, Verbrennungsmotor und Getriebe gewechselt wurden.

### Rennen
| Pos. | Fahrer            | Konstrukteur         | Runden | Stopps | Zeit        | Start | Schnellste Runde |
| ---- | ----------------- | -------------------- | ------ | ------ | ----------- | ----- | ---------------- |
| 01   | Sebastian Vettel  | Ferrari              | 71     | 1      | 1:31:26,262 | 02    | 1:12,539 (63.)   |
| 02   | Valtteri Bottas   | Mercedes             | 71     | 1      | + 2,762     | 01    | 1:12,466 (58.)   |
| 03   | Kimi Räikkönen    | Ferrari              | 71     | 1      | + 4,600     | 03    | 1:12,492 (61.)   |
| 04   | Lewis Hamilton    | Mercedes             | 71     | 1      | + 5,468     | Box   | 1:11,845 (63.)   |
| 05   | Max Verstappen    | Red Bull-TAG Heuer   | 71     | 2      | + 32,940    | 04    | 1:11,044 (64.)   |
| 06   | Daniel Ricciardo  | Red Bull-TAG Heuer   | 71     | 2      | + 48,691    | 14    | 1:12,029 (71.)   |
| 07   | Felipe Massa      | Williams-Mercedes    | 71     | 1      | + 1:08,882  | 09    | 1:13,452 (60.)   |
| 08   | Fernando Alonso   | McLaren-Honda        | 71     | 1      | + 1:09,363  | 06    | 1:13,451 (57.)   |
| 09   | Sergio Pérez      | Force India-Mercedes | 71     | 1      | + 1:09,500  | 05    | 1:13,052 (61.)   |
| 10   | Nico Hülkenberg   | Renault              | 70     | 1      | + 1 Runde   | 07    | 1:13,758 (57.)   |
| 11   | Carlos Sainz jr.  | Renault              | 70     | 1      | + 1 Runde   | 08    | 1:13,625 (67.)   |
| 12   | Pierre Gasly      | Toro Rosso-Renault   | 70     | 1      | + 1 Runde   | 19    | 1:13,323 (61.)   |
| 13   | Marcus Ericsson   | Sauber-Ferrari       | 70     | 1      | + 1 Runde   | 17    | 1:13,666 (70.)   |
| 14   | Pascal Wehrlein   | Sauber-Ferrari       | 70     | 1      | + 1 Runde   | 15    | 1:14,812 (60.)   |
| 15   | Romain Grosjean   | Haas-Ferrari         | 69     | 2      | + 2 Runden  | 11    | 1:13,532 (66.)   |
| 16   | Lance Stroll      | Williams-Mercedes    | 69     | 2      | + 2 Runden  | 16    | 1:11,862 (69.)   |
| –    | Brendon Hartley   | Toro Rosso-Renault   | 40     | 1      | DNF         | 18    | 1:14,658 (29.)   |
| –    | Kevin Magnussen   | Haas-Ferrari         | 0      | 0      | DNF         | 13    | –                |
| –    | Stoffel Vandoorne | McLaren-Honda        | 0      | 0      | DNF         | 12    | –                |
| –    | Esteban Ocon      | Force India-Mercedes | 0      | 0      | DNF         | 10    | –                |

## WM-Stände nach dem Rennen
Die ersten zehn des Rennens bekamen 25, 18, 15, 12, 10, 8, 6, 4, 2 bzw. 1 Punkt(e).

### Fahrerwertung
| Pos. | Fahrer           | Konstrukteur                 | Punkte |
| ---- | ---------------- | ---------------------------- | ------ |
| 01   | Lewis Hamilton   | Mercedes                     | 345    |
| 02   | Sebastian Vettel | Ferrari                      | 302    |
| 03   | Valtteri Bottas  | Mercedes                     | 280    |
| 04   | Daniel Ricciardo | Red Bull-TAG Heuer           | 200    |
| 05   | Kimi Räikkönen   | Ferrari                      | 193    |
| 06   | Max Verstappen   | Red Bull-TAG Heuer           | 158    |
| 07   | Sergio Pérez     | Force India-Mercedes         | 94     |
| 08   | Esteban Ocon     | Force India-Mercedes         | 83     |
| 09   | Carlos Sainz jr. | Toro Rosso-Renault / Renault | 54     |
| 10   | Felipe Massa     | Williams-Mercedes            | 42     |
| 11   | Lance Stroll     | Williams-Mercedes            | 40     |
| 12   | Nico Hülkenberg  | Renault                      | 35     |
| 13   | Romain Grosjean  | Haas-Ferrari                 | 28     |

| Pos. | Fahrer             | Konstrukteur       | Punkte |
| ---- | ------------------ | ------------------ | ------ |
| 14   | Kevin Magnussen    | Haas-Ferrari       | 19     |
| 15   | Fernando Alonso    | McLaren-Honda      | 15     |
| 16   | Stoffel Vandoorne  | McLaren-Honda      | 13     |
| 17   | Jolyon Palmer      | Renault            | 8      |
| 18   | Pascal Wehrlein    | Sauber-Ferrari     | 5      |
| 19   | Daniil Kwjat       | Toro Rosso-Renault | 5      |
| 20   | Marcus Ericsson    | Sauber-Ferrari     | 0      |
| 21   | Pierre Gasly       | Toro Rosso-Renault | 0      |
| 22   | Antonio Giovinazzi | Sauber-Ferrari     | 0      |
| 23   | Brendon Hartley    | Toro Rosso-Renault | 0      |
| –    | Jenson Button      | McLaren-Honda      | 0      |
| –    | Paul di Resta      | Williams-Mercedes  | 0      |

### Konstrukteurswertung
| Pos. | Konstrukteur         | Punkte |
| ---- | -------------------- | ------ |
| 1    | Mercedes             | 625    |
| 2    | Ferrari              | 495    |
| 3    | Red Bull-TAG Heuer   | 358    |
| 4    | Force India-Mercedes | 177    |
| 5    | Williams-Mercedes    | 82     |

| Pos. | Konstrukteur       | Punkte |
| ---- | ------------------ | ------ |
| 06   | Toro Rosso-Renault | 53     |
| 07   | Renault            | 49     |
| 08   | Haas-Ferrari       | 47     |
| 09   | McLaren-Honda      | 28     |
| 10   | Sauber-Ferrari     | 5      |